# 田野聖母院站
田野聖母院站（法語：Notre-Dame-des-Champs）是巴黎地鐵12號線的一個車站，位於巴黎六區。田野聖母院站開通於1910年11月5日，最初是南北公司A線的其中一站，1931年3月27日改為巴黎地鐵12號線的車站。車站名稱取自於附近的田野聖母院教堂。2011年有乘客總數為2030493人次。

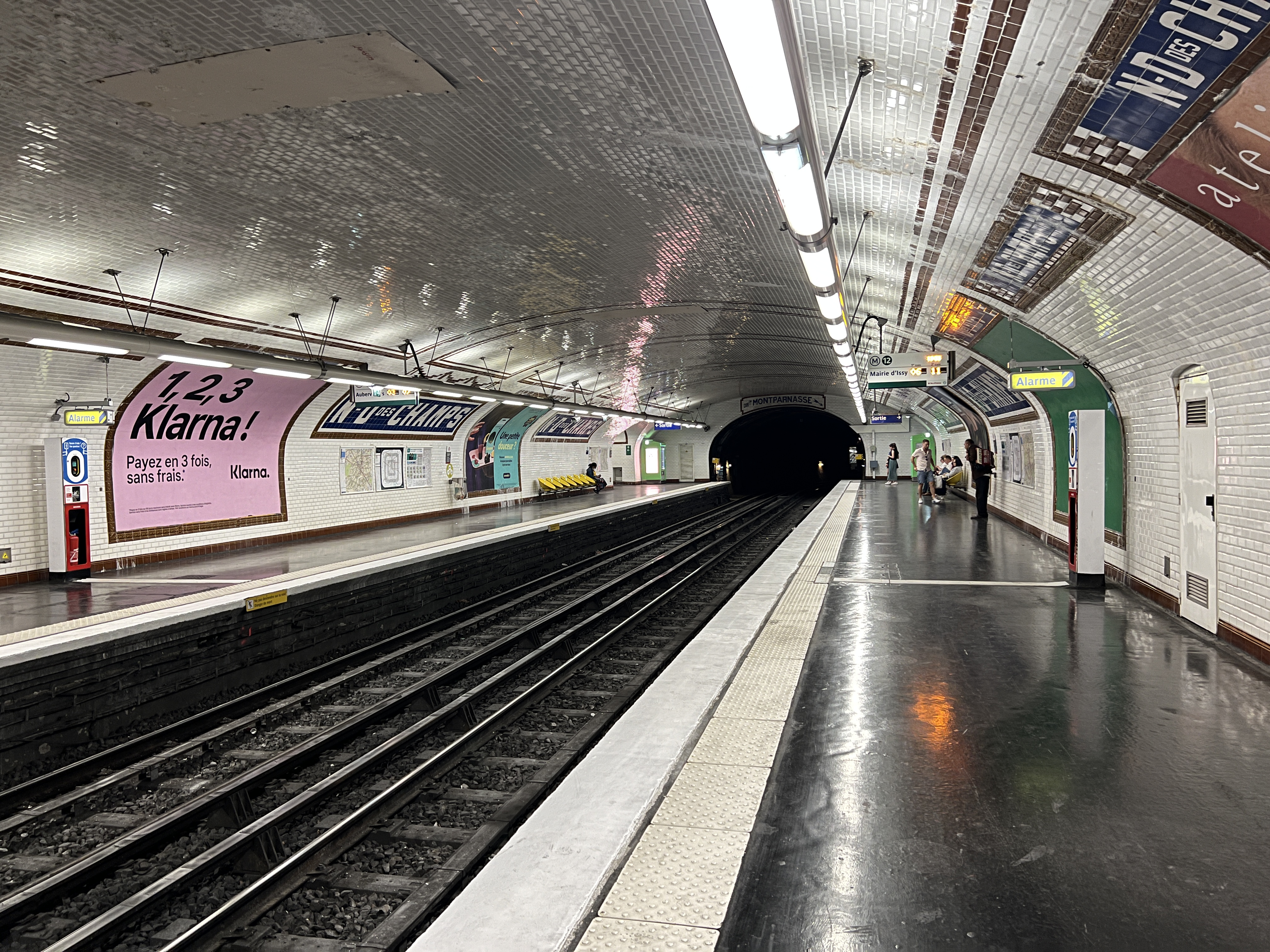
月台（2022年7月）

## 車站結構
| 街道層     |                    |                                   |
| B1         | 夾層               |                                   |
| 12號線月台 | 側式月台，右側開門 | 側式月台，右側開門                |
| 12號線月台 | 南行               | 往伊西市政厅（蒙帕纳斯-比安弗尼） |
| 12號線月台 | 北行               | 往欧贝维利耶市政厅（雷恩）        |
| 12號線月台 | 側式月台，右側開門 |                                   |